# 3644 Kojitaku
3644 Kojitaku је астероид главног астероидног појаса чија средња удаљеност од Сунца износи 2,248 астрономских јединица (АЈ).
Апсолутна магнитуда астероида је 13,2.